# Julio Ludemir
Julio Bernardo Ludemir (Rio de Janeiro) é um escritor e produtor cultural brasileiro. Nasceu no Rio, mas foi criado em Olinda, voltando para a capital fluminense aos 19 anos. Começou a graduação Jornalismo na Unicap, ainda em Pernambuco, mas não concluiu o curso. Seus livros têm como principal ambientação as favelas cariocas. Também trabalhou, aos 50 anos, na Secretaria de Cultura de Nova Iguaçu, onde ganhou a experiência para trabalhar com produção cultural.
Ludemir começou sua carreira de escritor em 2002, com o lançamento do livro No Coração do Comando (Record), que contava a história real de amor entre a sobrinha de um chefão do Terceiro Comando e um integrante do Comando Vermelho (facções rivais do crime organizado do Rio de Janeiro). Ludemir também escreveu livros como Mais Um Pai, Rim por Rim (finalista do Prêmio Jabuti de 2008), O Bandido da Chacrete e Psico, entre outros. Em 2004, lançou o livro Sorria, Você Está na Rocinha, um livro de ficção sobre a complexidade econômica na Rocinha, tendo morado por seis meses na favela para fazer pesquisa. Contudo, foi julgado pelo "tribunal do tráfico", sendo acusado de X-9 (delator), contudo foi "absolvido" por Lulu, então chefe do tráfico de drogas na favela.
O escritor também foi um dos roteiristas do filme 400 contra 1 - Uma História do Crime Organizado, de Caco de Souza, que conta a história do Comando Vermelho.
Ludemir é um dos idealizadores da Festa Literária das Periferias, evento de literatura que, desde 2012, ocorre anualmente nas comunidades do Rio de Janeiro. Pela iniciativa, ganhou o prêmio Faz Diferença de 2012 do jornal O Globo, o Excellence Awards de 2016 da London Book Fair, o Retratos da Leitura de 2016 do Instituto Pró-Livro e o Prêmio Jabuti em 2020 na categoria "Fomento à Leitura".
Também é um dos idealizadores da Batalha do Passinho, que apresentou em Nova Iorque e Londres dançarinos de passinho, uma dança característica do funk brasileiro. Criou ainda o espetáculo Na Batalha, que levou pela primeira vez um grupo de funk a se apresentar no Teatro Municipal do Rio de Janeiro. A iniciativa também foi tema do documentário A Batalha do Passinho, de Emílio Domingos, que estreou em 2013.